# Eriopyga glaucopis
Eriopyga glaucopis là một loài bướm đêm trong họ Noctuidae.